# Adrianna Kreft
Adrianna Kreft (ur. 26 grudnia 1992 w Starogardzie Gdańskim) – polska zawodniczka mieszanych sztuk walki (MMA) wagi muszej. Od 2022 roku związana z KSW.

## Kariera MMA

### KSW
We wrześniu 2022 ogłoszono, że związała się kontraktem z najlepszą polską organizacją, Konfrontacją Sztuk Walki. Do jej debiutu doszło 14 października 2022 na gali KSW 75: Stasiak vs Ruchała, na której zmierzyła się z bardziej doświadczoną Czeszką, Petrą Částkovą. Zwyciężyła jednogłośną decyzją sędziów.
Podczas XTB KSW 81: Bartosiński vs. Szczepaniak, która odbyło się 22 kwietnia 2023 zawalczyła z Karoliną Owczarz. Już w ponad minutę od rozpoczęcia pojedynku Kreft zapięła ciasne duszenie, które zapewniło jej szybkie zwycięstwo przez poddanie. Efektowna wygrana została nagrodzona bonusem za poddanie wieczoru.
19 sierpnia 2023 na gali XTB KSW 85: Parnasse vs. Ruchała w Nowym Sączu zmierzyła się z wywodzącą się ze sportów uderzanych Brazylijką, Yasminą Guimarães. Przegrała jednogłośnie na punkty. Była to jej pierwsza zawodowa porażka.
11 marca 2024 podczas gali XTB KSW 94: Bartosiński vs. Michaliszyn w Ergo Arenie stoczyła walkę z Portugalką, Mafaldą Carmoną. Ponownie uległa rywalce na pełnym dystansie, jednak tym razem niejednogłośnym (30-27, 29-28, 28-29) werdyktem.
25 stycznia 2025 na gali XTB KSW 102 w Radomiu, zmierzyła się z Wiktorią Czyżewską. Po raz trzeci z rzędu zaliczyła porażkę jednogłośną decyzją sędziów.

## Walka w boksie
Pod koniec stycznia 2024 roku ogłoszono pierwszą bokserską walkę Kreft, którą stoczyła na gali DWM Fight Night 2 w Białogardzie. 23 marca na tym wydarzeniu przegrała niejednogłośną decyzją sędziowską z Natalią Wojciechowską. 

## Lista walk w MMA

### Zawodowe
| Wynik     | Bilans | Przeciwnik (bilans przed walką) | Rozstrzygnięcie                      | Runda | Czas | Rozgrywki                               | Data       | Miejsce             | Uwagi                       |
| --------- | ------ | ------------------------------- | ------------------------------------ | ----- | ---- | --------------------------------------- | ---------- | ------------------- | --------------------------- |
| Przegrana | 5-3    | Wiktoria Czyżewska (4-1)        | Decyzja (jednogłośna)                | 3     | 5:00 | XTB KSW 102: Przybysz vs. Azevedo       | 25.01.2025 | Radom               |                             |
| Przegrana | 5-2    | Mafalda Carmona (5-2)           | Decyzja (niejednogłośna)             | 3     | 5:00 | XTB KSW 94: Bartosiński vs. Michaliszyn | 11.05.2024 | Gdańsk/Sopot        |                             |
| Przegrana | 5-1    | Yasmin Guimarães (5-1)          | Decyzja (jednogłośna)                | 3     | 5:00 | XTB KSW 85: Parnasse vs. Ruchała        | 19.08.2023 | Nowy Sącz           |                             |
| Wygrana   | 5-0    | Karolina Owczarz (5-2)          | Poddanie (duszenie trójkątne rękoma) | 1     | 1:13 | XTB KSW 81: Bartosiński vs. Szczepaniak | 22.04.2023 | Tomaszów Mazowiecki | Bonus za poddanie wieczoru. |
| Wygrana   | 4-0    | Petra Částková (6-4)            | Decyzja (jednogłośna)                | 3     | 5:00 | KSW 75: Stasiak vs Ruchała              | 14.10.2022 | Nowy Sącz           | Debiut w KSW.               |
| Wygrana   | 3-0    | Elina Tauber (0-1)              | Decyzja (jednogłośna)                | 3     | 5:00 | Armia Fight Night 14                    | 29.07.2022 | Kołobrzeg           |                             |
| Wygrana   | 2-0    | Eliza Kuczyńska (0-2)           | KO (kopnięcie na wątrobę)            | 2     | 4:20 | Revolta I                               | 08.01.2022 | Tczew               |                             |
| Wygrana   | 1-0    | Katarzyna Wróblewska (0-0)      | Poddanie (duszenie gilotynowe)       | 1     | 3:42 | Runda 10: DWM Fight Night               | 19.06.2021 | Białogard           |                             |

### Amatorskie
| Wynik     | Bilans | Przeciwnik (bilans przed walką) | Rozstrzygnięcie                | Runda | Czas | Rozgrywki                       | Data       | Miejsce   | Uwagi |
| --------- | ------ | ------------------------------- | ------------------------------ | ----- | ---- | ------------------------------- | ---------- | --------- | ----- |
| Wygrana   | 5-1    | Natalia Jędrysiak (10-7)        | Decyzja (jednogłośna)          | 3     | 5:00 | Exclusive Fight Night           | 07.11.2020 | Knybawa   |       |
| Wygrana   | 4-1    | Alicja Kalinowska (1-1)         | Poddanie (duszenie zza pleców) | 2     | ?    | Time Of Masters 6               | 26.09.2020 | Lidzbark  |       |
| Wygrana   | 3-1    | Wiktoria Czyżewska (0-0)        | Decyzja (jednogłośna)          | 3     | 3:00 | TFL 20: Sky Tattoo Radom Night  | 07.03.2020 | Radom     |       |
| Wygrana   | 2-1    | Justyna Kulińska (0-0)          | TKO (ciosy pięściami)          | 1     | ?    | Thunder Fighting Championship 7 | 19.10.2019 | Skarszewy |       |
| Wygrana   | 1-1    | Linda Wering (0-0)              | TKO (ciosy pięściami)          | 1     | ?    | Sparta Fight Series 4           | 07.09.2019 | Eastborne |       |
| Przegrana | 0-1    | Paulina Wiśniewska (2-1)        | Decyzja (jednogłośna)          | 3     | 3:00 | Sharks Attack 2                 | 25.05.2019 | Ostróda   |       |

## Lista walk w boksie
| Wynik     | Bilans | Przeciwnik            | Rozstrzygnięcie          | Runda | Czas | Rozgrywki         | Data       | Miejsce   | Uwagi |
| --------- | ------ | --------------------- | ------------------------ | ----- | ---- | ----------------- | ---------- | --------- | ----- |
| Przegrana | 0-1    | Natalia Wojciechowska | Decyzja (niejednogłośna) | 3     | 3:00 | DWM Fight Night 2 | 23.03.2024 | Białogard |       |